# Nerf

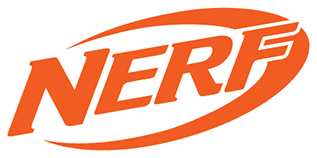
Logo (2004–současnost)

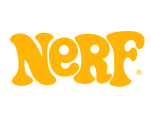
První logo (1969–1990)

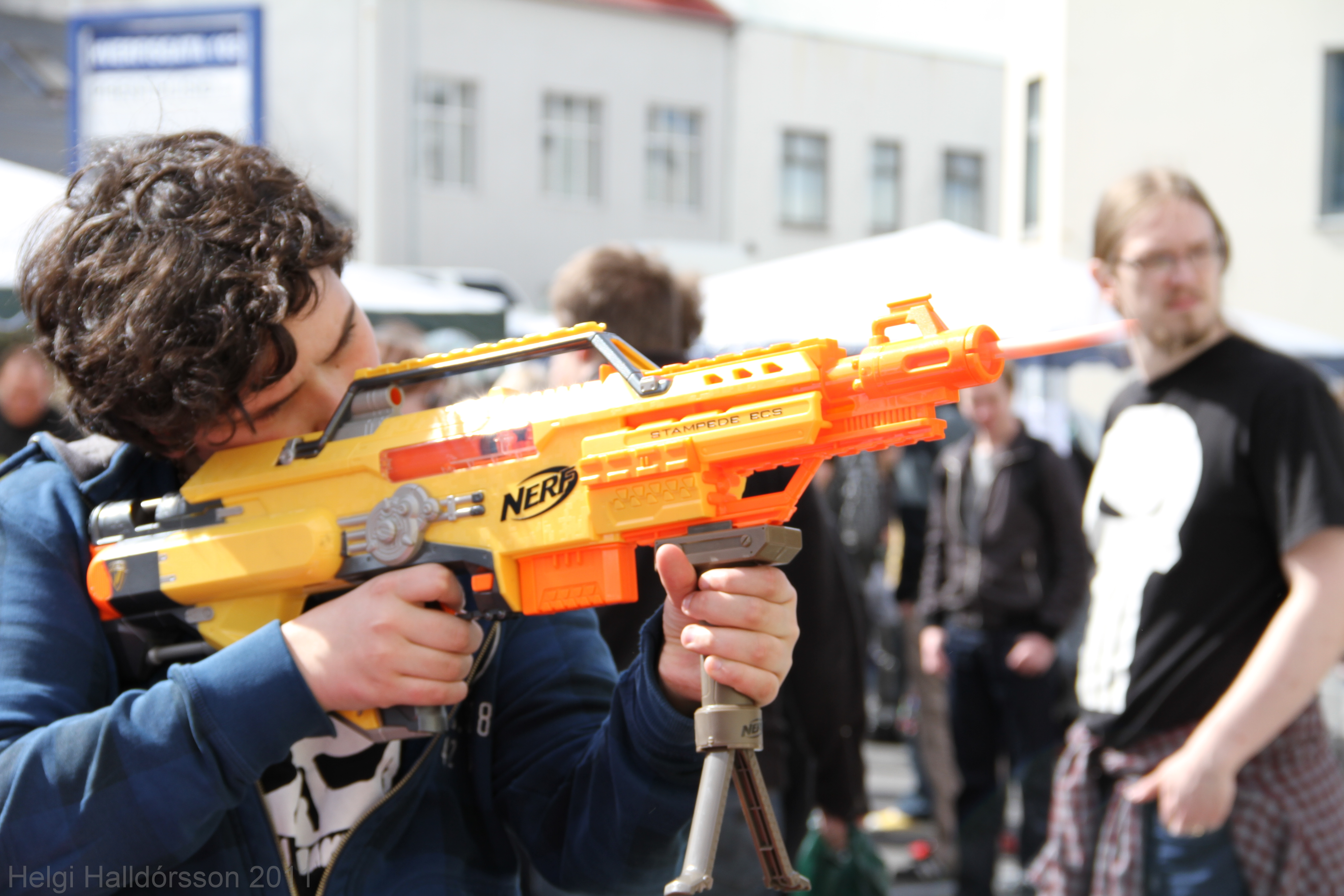
Chlapec s elektrickým blasterem. Stampede ze série N-Strike.

Nerf je značka plastových zbraní na pěnovou munici od americké společnosti Hasbro. Jsou vyráběné v několika tematických sériích.  
Oficiálním mottem značky Nerf je "It's Nerf or nothing!" (česky: Nerf a nebo nic!). Oficiální název pro zbraň Nerf je blaster. 
Během let bylo vyvinuto mnoho typů munice, jako například disky, kuličky nebo rakety. Nejrozšířenějším typem munice jsou šipky ve tvaru válečků s rozměrem 1×7 cm se zakulacenou gumovou hlavičkou a pěnovým tělem. Munici vyrábí samotné Hasbro, ale i jiné značky, které prodávají munici za levnější ceny a s menšími variacemi v délce, tloušťce a typech hlaviček. Patent na šipku Elite s rozměrem 1x7 cm patří Hasbru.
Vyrábí se široká škála příslušenství, např. zásobníky o různých kapacitách, zaměřovače, pažby, svítilny, rukojetě nebo úsťová zařízení. Dají se na blastery nasadit pomocí tří typů spojů: taktických lišt (podobné systému Picatinny), nástavce na pažbu a závitem na úsťové zařízení. 

## Historie značky
Značka Nerf vznikla v roce 1969 pod společností Parker Brothers, kterou v roce 1985 koupila společnost Kenner Products. Pod značkou Nerf ze začátku vznikaly převážně sportovní míče, plastová autíčka a figurky, ale v roce 1989 vyrobila svůj první blaster zvaný Blast-a-Ball. V roce 1991 proběhla akvizice Kenner Products společností Hasbro. V následujících letech Hasbro převzalo práva na výrobu Nerf produktů.
V roce 2010 byl Nerf sloučen se značkou Super Soaker, která nabízí vodní pistole.
Nerf není již tak populární mezi dětmi, jak tomu bylo v minulosti, hlavně kvůli nárůstu konkurence ze strany jiných značek, které se zaměřují na dospělé. Mnohé z nich své blastery vyrábí pomocí metody 3D tisku, což výrazně snižuje jejich cenu ve srovnání s oficiálními produkty Hasbro. 

### Blastery
Blastery se rozdělují na elektrické a manuální. Elektrické blastery potřebují ke svému fungování baterie, zatímco ty manuální žádné baterie nevyžadují. Obecně platí, že šipkové blastery vyrobené Hasbrem mají výkon v rozmezí 60-100 fps (stop za sekundu). Některé blastery, zejména pak ty na pěnové kuličky, mohou dosáhnout výkonu až 150 fps. Vše se pak dá zvýšit i snížit pomocí modifikací, které zahrnují výměny pružin, baterií, nebo například utěsnění vnitřních komponentů. 
Manuální blastery, které používají zásobníky, jsou vybaveny závorníkem, který při natažení dozadu zároveň posune šipku ze zásobníku do komory, natáhne pružinu a naplní vzduchový válec vzduchem. Při vrácení závorníku do přední pozice se vzduchový válec uzavře a má tak uvnitř vysoce stlačený vzduch. Spoušť je spojena s kladívkem, které drží pružinu v napnutém stavu. Když je spoušť zmáčknuta, pružina se z kladívka vymkne a způsobí okamžité otevření vzduchového válce. Stlačený vzduch vyletí jedinou možnou cestou kupředu a akceleruje šipku stejným směrem, což způsobí, že opustí hlaveň a stane se projektilem. Výkon je závislý na síle pružiny. Obecně platí, že čím pevnější je pružina, tím vyšší je výkon.  
Pod spouští elektrických blasterů se obvykle nachází spoušť elektrických motorů. Tuto spoušť musí střelec držet, aby se točily dva motory, které jsou umístěny v hlavni. Nad touto spouští je manuální spoušť, která posunuje úderník dopředu. Až vymrštěná šipka dorazí do hlavně, dostane se do kontaktu se dvěma motorizovanými kolečky, která šipku akcelerují a vystřelí z hlavně. Výkon blasteru udává rychlost rotace koleček, dá se tedy upravovat použitím různě výkonných baterií.
Dále existují manuální blastery, které nepoužívají zásobník. Tyto mají většinou kulatou hlaveň vybavenou tzv. omezovačem vzduchu (anglicky air restrictor), což je plastová tyčinka, na kterou doléhá dutina uvnitř šipek typu Elite. Pokud má blaster 2 a více hlavní, je vybaven systémem chytrých omezovačů, díky kterému střílí pouze ty hlavně, ve kterých je umístěna šipka. Blastery tohoto typu představují většinu vyrobených produktů Nerf. Mohou to být blastery s jednou či více hlavněmi, revolvery, zbraně na pás, nebo pistole vybaveny zabudovaným klipem (zásobníkem bez pružiny).

### Série
- N-Strike (Zavedla mnoho standardů, jako zásobníky a spoje pro příslušenství)
- Elite (Zvýšila výkon na průměr 70 fps)
- Elite 2.0 (Nástupce Elite)
- Mega (Nová munice- větší šipky)
- Modulus (Zaměřena na modularitu příslušenství)
- AccuStrike (Představení přesnějšího typu šipek)
- Rival (Zaměřena na starší mládež, munice v podobě kuliček)
- Super Soaker (Stříkací pistole)
- Rebelle (Určeno pro dívky)
- Fortnite (Adaptace stejnojmenné videohry)

Sérií je mnohem více, ale tyto jsou, nebo byly vyráběny po nejdelší dobu, proto jsou považovány za nejúspěšnější. Každý rok Hasbro vydá několik nových sérií, ale jenom málo z nich se dočkává komerčního úspěchu.